# 신찬성씨록
《신찬성씨록》(일본어: 新撰姓氏録 신센쇼지로쿠[*])는 헤이안 시대 초기인 815년(고닌 6년)에 사가 천황의 명으로 편찬된 일본 고대 씨족의 일람서이다.

## 개요
헤이안쿄 및 기나이에 사는 1182씨족을 그 출신별로 각각 황별(皇別, 황실의 자손)・신별(神別, 일본 신의 자손)・제번(諸蕃, 도래인의 자손)으로 분류해 그들의 조상과 그 씨족명의 유래 및 가문의 분기를 기술했다. 하지만 편찬의 주목적은 각 씨족이 하사받은 성(姓)의 정확성 여부를 판단하기 위해서였다. 이 책에 기재된 씨족은 몇 곳으로 한정되어 있기는 하지만, 일본 고대 씨족 및 일본 고대사 연구 전반에 절대 빠질 수 없는 사료이다.
현존하는 『신찬성씨록』은 목록만이 발췌되어 있으며 본문은 남아있지 않다. 하지만 곳곳에 이 책의 부분이 남아있으며 적게나마 내용의 일부도 전해져 온다. 또한 이 책의 대상은 수도(헤이안쿄)와 수도권(야마토・야마시로・이즈미・가와치・셋쓰)에 살던 씨족만으로 한정되어 있는데, 서문에 따르면 이조차도 반 이상이 등재되어 있지 않은 것이라고 한다.
한편 책 이름에 「신찬(新撰)」이란 말을 붙인 것은 기획만 하고 그만둔 『씨족지(氏族志)』 편찬을 다시 해보자는 의미로 책을 지었기 때문이다. 『신찬성씨록』 이전에 『성씨록(姓氏録)』이란 제목의 책이 존재했기 때문이 아니다.

## 내용
이 책에는 전부 1182씨족이 기재되어 있으며 각각 출신에 따라 크게 셋으로 분류된다.
황별
가장 처음 거론되는 황별(皇別 고베쓰[*]) 씨족은 진무 천황 이후 천황가에서 분리된 가문들로서 총 335씨족이다. 대표적인 씨족으로는 기요하라 가문・다치바나 가문・미나모토 가문 등이 있다. 고베쓰 씨족은 황친(마히토 성을 하사받은 씨족)과 그 외의 성을 가진 씨족으로 분류할 수 있다.
신별
신별(神別 신베쓰[*]) 씨족은 진무 천황 이전에 있었던 씨족들로서 총 404씨족이다. 니니기노 미코토가 천손강림을 했을 때 같이 온 신들의 자손을 천신(天神)이라고 하며, 그 자손 중 니니기노 미코토 이후 3대 안에 갈라져 나온 가문의 자손들은 천손(天孫)이라고 하고, 천손강림 이전부터 있던 토착신들의 자손은 지기(地祇)라고 해서 총 셋으로 분류한다.
천신에 속하는 씨족으로는 후지와라 가문・오나카토미 가문 등 246씨족이 있다. 천손(天孫)에는 오와리 가문・이즈모 가문 등 128씨족이 있다(하야토계 씨족도 여기에 들어간다). 지기(地祇)에는 아즈미 가문・유게 가문 등 30씨족이 있다.
제번
제번(諸蕃 쇼반[*] 씨족은 도래인계의 씨족으로 하타 가문・오쿠라 가문 등 326씨족이 해당된다. 제번 씨족은 다섯으로 분류되는데,「백제」에 104씨족, 「고려」에 41씨족, 「신라」에 9씨족, 「가야」에 9씨족, 「한」에 163씨족이 들어간다. 여기서 "한" 은 실제 중국계가 아니며 "백제","고구려","신라","가야"의 성씨에 들지 못한 한민족 토착계가 "한"에서 왔다고 자칭하였다. 8세기 말 한민족 출신으로 변변치 않은 하급 무사였던 사카노우에노타무라마로(坂上 田村麻呂)가 공을 세우자 동한씨(東漢氏)를 자칭하며 동한씨(東漢氏)성의 하사를 요구하였고 사카노우에노타무라마로(坂上 田村麻呂)는 동한씨(東漢氏)에게 권위를 주기 위해 최초로 원래 한민족 계열인 동한씨(東漢氏)의 선조 아치노오미(阿知使主)를 "한"에서 왔다고 주장하였다. 그래서 동한씨(東漢氏)는 신찬성씨록에서「한」로 구분되게 되었다.
또한 이중 어디에도 분류되지 않은 117씨족이 있다.

## 번역
2020년 한국의 동북아역사재단에서 전3권으로 번역 출간하였다.

## 참고 문헌
- 사에키 아리키요, 『新撰姓氏録の研究』(전 10권), 吉川弘文館, 2007
- 『田中卓 著作集』중 9권 『新撰姓氏録の研究』, 国書刊行会, 1996

## 같이 보기
- 씨성제도(氏姓制度)